# Mistrovství světa v judu 1997
XIX. mistrovství světa se konalo v Palais omnisports de Paris-Bercy v Paříži ve dnech 9. října - 12. října 1997.

## Program
- ČTV - 09.10.1997 - těžká váha (+95 kg, +72 kg) a polotěžká váha (−95 kg, −72 kg)
- PAT - 10.10.1997 - střední váha (−86 kg, −66 kg) a polostřední váha (−78 kg, −61 kg)
- SOB - 11.10.1997 - lehká váha (−71 kg, −56 kg) a pololehká váha (−65 kg, −52 kg)
- NED - 12.10.1997 - superlehká váha (−60 kg, −48 kg) a bez rozdílu vah

## Výsledky

### Muži
| Kategorie | Zlato                 | Stříbro                   | Bronz                    | Bronz                   |
| --------- | --------------------- | ------------------------- | ------------------------ | ----------------------- |
| −60 kg    | Tadahiro Nomura (JPN) | Giorgi Revazišvili (GEO)  | Cédric Taymans (BEL)     | Fúlvio Miyata (BRA)     |
| −65 kg    | Kim Hjok (KOR)        | Larbi Benboudaoud (FRA)   | Giorgi Vazagašvili (GEO) | Victor Bivol (MDA)      |
| −71 kg    | Kenzó Nakamura (JPN)  | Christophe Gagliano (FRA) | Guilherme Bentes (POR)   | Vsevolod Zeljonyj (LAT) |
| −78 kg    | Čo In-čchol (KOR)     | Djamel Bouras (FRA)       | Kwak Ok-čchol (PRK)      | Patrick Reiter (AUT)    |
| −86 kg    | Čon Ki-jong (KOR)     | Marko Spittka (GER)       | Brian Olson (USA)        | Michele Monti (ITA)     |
| −95 kg    | Paweł Nastula (POL)   | Aurélio Miguel (BRA)      | Ghislain Lemaire (FRA)   | Jošio Nakamura (JPN)    |
| +95 kg    | David Douillet (FRA)  | Šin’iči Šinohara (JPN)    | Pan Sung (CHN)           | Tamerlan Tmenov (RUS)   |

### Ženy
| Kategorie | Zlato                         | Stříbro                    | Bronz                         | Bronz                      |
| --------- | ----------------------------- | -------------------------- | ----------------------------- | -------------------------- |
| −48 kg    | Rjóko Tamuraová (JPN)         | Amarilis Savónová (CUB)    | Monika Kurathová (SUI)        | Pe Tong-suk (PRK)          |
| −52 kg    | Marie-Claire Restouxová (FRA) | Kje Sun-hui (PRK)          | Hjon Suk-hui (KOR)            | Nicole Flagothierová (BEL) |
| −56 kg    | Isabel Fernándezová (ESP)     | Driulis Gonzálezová (CUB)  | Čijori Tatenová (JPN)         | Magali Batonová (FRA)      |
| −61 kg    | Séverine Vandenhendeová (FRA) | Gella Vandecaveyeová (BEL) | Sara Álvarezová (ESP)         | Čong Song-suk (KOR)        |
| −66 kg    | Kate Howeyová (GBR)           | Anja von Rekowskiová (GER) | Emanuela Pierantozziová (ITA) | Čo Min-son (KOR)           |
| −72 kg    | Noriko Annová (JPN)           | Diadenis Lunaová (CUB)     | Edinanci Silvaová (BRA)       | Ulla Werbroucková (BEL)    |
| +72 kg    | Christine Cicotová (FRA)      | Miho Ninomijaová (JPN)     | Beata Maksymowová (POL)       | Sun Fu-ming (CHN)          |